# Campeonato Europeu de Atletismo em Pista Coberta de 2013 - 400 m masculino
A prova dos 400 metros masculino do Campeonato Europeu de Atletismo em Pista Coberta de 2013 foi disputada entre 1 e 3 de março de 2013 no Scandinavium em Gotemburgo, Suécia.

## Recordes
Antes desta competição, os recordes mundiais e do campeonato nesta prova eram os seguintes:
|                       | Nome             | Nacionalidade     | Tempo  | Local        | Data                   |
| --------------------- | ---------------- | ----------------- | ------ | ------------ | ---------------------- |
| Recorde mundial       | Kerron Clement   | Estados Unidos    | 44s 57 | Fayetteville | 12 de março de 2005    |
| Recorde do campeonato | Marek Plawgo     | Estados Unidos    | 45s 39 | Viena        | 3 de março de 2002     |
| Recorde europeu       | Thomas Schönlebe | Alemanha Oriental | 45s 05 | Sindelfingen | 5 de fevereiro de 1988 |

## Medalhistas
| Ouro               | Prata              | Bronze                |
| Pavel Maslák (CZE) | Nigel Levine (GBR) | Pavel Trenikhin (RUS) |

## Cronograma
Todos os horários são locais (UTC+2).
| Data       | Hora  | Evento    |
| ---------- | ----- | --------- |
| 1 de março | 12:02 | Bateria   |
| 2 de março | 17:45 | Semifinal |
| 3 de março | 12:00 | Final     |

## Resultados

### Bateria
Qualificação: 2 atletas de cada bateria  (Q) mais os  4 melhores qualificados (q).  
| Posição | Bateria | Atleta                    | Nacionalidade | Tempo | Notas |
| ------- | ------- | ------------------------- | ------------- | ----- | ----- |
| 1       | 4       | Pavel Maslák              | Chéquia       | 46.54 | Q     |
| 2       | 2       | Pavel Trenikhin           | Rússia        | 46.65 | Q     |
| 3       | 4       | Nigel Levine              | Reino Unido   | 46.68 | Q     |
| 4       | 2       | Michael Bingham           | Reino Unido   | 46.92 | Q     |
| 5       | 3       | Richard Strachan          | Reino Unido   | 46.96 | Q     |
| 6       | 1       | Brian Gregan              | Irlanda       | 46.97 | Q     |
| 7       | 1       | Vitaliy Butrym            | Ucrânia       | 46.97 | Q     |
| 8       | 1       | Mamoudou Hanne            | França        | 47.04 | q     |
| 9       | 3       | Volodymyr Burakov         | Ucrânia       | 47.16 | Q     |
| 10      | 2       | Nick Ekelund-Arenander    | Dinamarca     | 47.31 | q     |
| 11      | 1       | Mateo Ružić               | Croácia       | 47.55 | q     |
| 12      | 3       | Yavuz Can                 | Turquia       | 47.59 | q     |
| 13      | 4       | Grzegorz Sobiński         | Polónia       | 47.61 |       |
| 14      | 1       | Samuel García             | Espanha       | 47.76 |       |
| 15      | 4       | Lorenzo Valentini         | Itália        | 47.82 |       |
| 16      | 4       | Mark Ujakpor              | Espanha       | 47.89 |       |
| 17      | 2       | Eusebio Haliti            | Itália        | 47.93 |       |
| 18      | 3       | Felix Francois            | Suécia        | 48.13 |       |
| 19      | 2       | Josef Prorok              | Chéquia       | 48.45 |       |
| 20      | 2       | Kolbeinn Hödur Gunnarsson | Islândia      | 48.88 |       |
| 21      | 4       | Donald Sanford            | Israel        | 49.11 |       |
| 22      | 3       | Isalbet Juarez            | Itália        | DNF   |       |
| 23      | 3       | Thomas Jordier            | França        | DSQ   |       |

### Semifinal
Qualificação: classificaram-se  os 3 melhores de cada bateria (Q). 

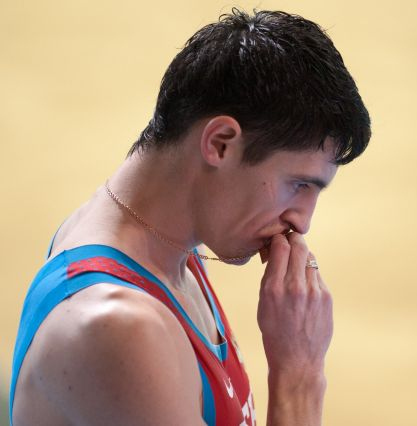
Pavel Trenikhin teve o melhor tempo das semifinais.

| Posição | Bataria | Atleta                 | Nacionalidade | Tempo | Notas                |
| ------- | ------- | ---------------------- | ------------- | ----- | -------------------- |
| 1       | 2       | Pavel Trenikhin        | Rússia        | 46.00 | Q                    |
| 2       | 1       | Pavel Maslák           | Chéquia       | 46.18 | Q,                   |
| 3       | 1       | Nigel Levine           | Reino Unido   | 46.50 | Q                    |
| 4       | 2       | Richard Strachan       | Reino Unido   | 46.88 | Q                    |
| 5       | 2       | Michael Bingham        | Reino Unido   | 46.91 | Q                    |
| 6       | 2       | Vitaliy Butrym         | Ucrânia       | 47.01 |                      |
| 7       | 1       | Volodymyr Burakov      | Ucrânia       | 47.03 | Q                    |
| 8       | 1       | Mamoudou Hanne         | França        | 47.08 |                      |
| 9       | 1       | Yavuz Can              | Turquia       | 47.26 | Recorde da temporada |
| 10      | 2       | Nick Ekelund-Arenander | Dinamarca     | 47.33 |                      |
| 11      | 2       | Mateo Ružić            | Croácia       | 47.42 |                      |
| 12      | 1       | Brian Gregan           | Irlanda       | DNF   |                      |

### Final
A final foi realizada às 12:00 no dia 3 de março de 2013.  

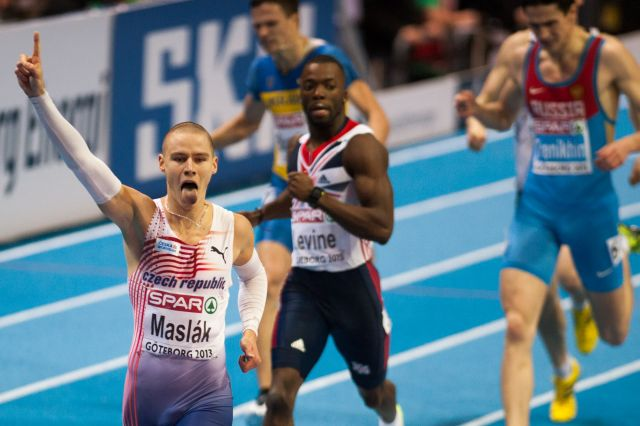
Pavel Maslák winning the final.

| Posição           | Raia | Atleta            | Nacionalidade | Tempo | Notas                |
| ----------------- | ---- | ----------------- | ------------- | ----- | -------------------- |
| Medalha de ouro   | 5    | Pavel Maslák      | Chéquia       | 45.66 | Recorde nacional     |
| Medalha de prata  | 3    | Nigel Levine      | Reino Unido   | 46.21 | Recorde da temporada |
| Medalha de bronze | 6    | Pavel Trenikhin   | Rússia        | 46.70 |                      |
| 4                 | 2    | Volodymyr Burakov | Ucrânia       | 46.79 |                      |
| 5                 | 1    | Michael Bingham   | Reino Unido   | 46.81 |                      |
| 6                 | 4    | Richard Strachan  | Reino Unido   | 47.02 |                      |

Legenda
| Recorde mundial       | Recorde mundial (World record)               |                       | Recorde africano                      | Recorde africano (African) |                                           | Q | Classificado por posição (Qualified) |
| Recorde do campeonato | Recorde do campeonato (Championship record)  | Recorde da América    | Recorde da América (Americas)         | q                          | Classificado por melhor tempo (Qualified) |   |                                      |
| Melhor marca do ano   | Melhor marca do ano (World leading)          | Recorde asiático      | Recorde asiático (Asian)              | DNS                        | Não largou (Did not start)                |   |                                      |
| Recorde nacional      | Recorde nacional (National record)           | Recorde europeu       | Recorde europeu (European)            | DNF                        | Não terminou (Did not finish)             |   |                                      |
| Recorde pessoal       | Recorde pessoal do atleta (Personal best)    | Recorde da Oceania    | Recorde da Oceania (Oceania)          | DSQ / DQ                   | Desclassificado (Disqualified)            |   |                                      |
| Recorde da temporada  | Recorde da temporada do atleta (Season best) | Recorde sul-americano | Recorde sul-americano (South America) | NM                         | Sem marca (No mark)                       |   |                                      |